# おしくらまんじゅう
おしくらまんじゅう（押し競饅頭）とは、複数人で互いに背中や尻、肩を押し合って行う子供の遊びである。
皆で押し合うと暖かいので、主に秋や冬などの寒い時期に行われる。

## ルール
おしくらまんじゅうを楽しむためには4人以上の参加者を必要とする。2、3人では動きの幅が狭く、押し合っても体を温める効果が薄いためである。
参加者はお互いに背を向けて円陣を組み、両側に立つ参加者の腕に自分の腕をからめる。スタートの合図で「おしくらまんじゅう、押されて泣くな」と歌いながら、勢いをつけて自分の体（主に背中や尻）を円陣の中心に向けて押し込んだり、外側へ向けて引っ張ったりする。この動きによって体が温まる。参加者それぞれが不規則な動きをするために思いがけない方向に引っ張られたりするのもおしくらまんじゅうの楽しさのひとつである。